# Duncan Oughton
Ducan Oughton (né le 14 juin 1977 à Karori, Nouvelle-Zélande) est un footballeur puis entraîneur néo-zélandais. Évoluant au poste de défenseur, il fait toute sa carrière au sein du club américain de Colombus Crew du début des années 2000 à la fin des années 2010. Il remporte avec son club la Major League Soccer en 2008 et la Coupe des États-Unis en 2002.
Il compte 25 sélections pour deux buts inscrits en équipe de Nouvelle-Zélande. Il remporte avec sa sélection la Coupe d'Océanie en 2002 et 2008.

## Palmarès
- Major League Soccer : 2008
- Coupe des États-Unis : 2002
- Coupe d'Océanie : 2002, 2008